# 막딘찌
막딘찌(베트남어: Mạc Đĩnh Chi / 莫挺之 막정지, 1280년 ~ 1346년)는 대월 쩐 왕조의 외교관, 시인이다. 자는 띠엣푸(베트남어: Tiết Phu / 節夫 절부)이다. 쩐 영종 시기에 대신으로 활동하였으며, 쩐 왕조와 원나라에서 장원(狀元)이 되어 양국장원(베트남어: lưỡng quốc Trạng nguyên / 兩國狀元)으로 일컬어졌다. 막딘찌 이후의 응우옌쯕(阮直), 응우옌당다오(阮登道) 두 베트남인도 양국장원으로 불렸다.

## 생애
막딘찌는 찌린현(至靈縣) 롱동랑(隴洞廊, 현재의 하이즈엉성 남삭현 남떤사) 사람으로, 리 왕조 시기 막히엔띡의 5세손이다. 용모가 추했지만 지혜가 많았다. 흥롱 12년(1304년) 3월, 막딘찌는 전시(殿試)를 통과하여 장원이 되었고, 태학생(太學生) 중 제일로서 내서가(內書家)에 충임되었다. 이후 좌복야(左僕射)가 되었다.
1308년, 원나라에서 원 무종이 즉위한 뒤 상서(尙書) 안로위래(安魯威來)를 쩐 왕조에 파견해 즉위 사실을 알렸다. 쩐 영종은 막딘찌를 원나라에 사신으로 보냈다. 막딘찌의 용모가 왜소하고 누추하였으므로 원나라인들은 그를 업신여겼다. 하루는 원나라의 재상이 그를 불러 부(府)로 들어오도록 하였는데, 막딘찌가 문장(蚊帳)의 위에 황작(黃雀)이 대나무 가지 위에 수놓아진 것을 보고 앞으로 나아가 그것을 찢어버렸다. 사람들이 이를 기괴하게 여겨 모두 그 이유를 물었다. 막딘찌는 "나는 옛 사람은 매작서(梅雀書)를 가졌다는 말은 들었지만 죽작서(竹雀書)를 가진 자에 대해 듣지 못했습니다. 지금 재상의 장(帳) 안에는 대나무와 황작이 수놓아져 있는데, 대나무는 군자를 뜻하고, 황작은 소인을 뜻합니다. 재상이 이것들을 장에 수놓는 것은 곧 소인으로써 군자에 더하는 것이니, 소인의 도가 성하고 군자의 도가 쇠할 것이 두렵습니다. 그러므로 나는 성조(聖朝)를 위하여 그것을 없애버렸습니다."라고 하였다. 사람들은 모두 그의 재능에 감복하였다.
막딘찌가 무종을 조현할 때, 마침 외국에서 부채를 진공하자 무종은 막딘찌에게 부채에 제사(題詞)를 지으라고 명하였다. 막딘찌는 붓을 잡고 '흐르는 금과 조약돌이여, 천지를 화로로 삼았네. 이 시대에 있음이여, 이윤과 주공이 거유(鉅儒)라네. 북풍의 서늘함이여, 비와 눈이 길을 질척거리게 하네. 이 시대에 있음이여, 백이와 숙제는 굶주리는 사내구나. 아! 등용하면 출세하고, 버려두면 숨는구나. 오직 나와 그대만이, 이러한 사내와 같도다.'라고 적었다. 원나라인들은 그를 매우 칭찬하였다. 이것을 《선자명(扇子銘)》이라고 한다.
막당중은 막딘찌의 7세손이다. 1527년, 막당중이 막 왕조를 세운 뒤 그의 시호를 건시흠명문황제(베트남어: Kiến Thủy Khâm Ninh Văn Hoàng Đế / 建始欽明文皇帝)라고 하였다.

## 가족
- 아들: 막자오